# Двигатель Nissan QG
Nissan QG — серия рядных четырёхцилиндровых бензиновых двигателей внутреннего сгорания объёмом 1,3—1,8 л (1295—1769 см3), выпускавшихся японской компанией Nissan с 1998 по 2013 год. Это экономичный алюминиевый двигатель с регулируемым газораспределением и дополнительным прямым впрыском.

## QG13DE
QG13DE является шестнадцатиклапанным четырёхцилиндровым двигателем DOHC объёмом 1,3 л (1295 см3). Он выдаёт мощность 65 кВт (87 л. с.) при 6000 об/мин и крутящий момент 130 Н⋅м при 4400 об/мин. Диаметр цилиндра и ход поршня 71 мм × 81,8 мм.

### Устанавливался на
- 1999 Nissan Wingroad/ADVAN Y11
- 1998 Nissan Sunny
- 2005 Nissan Sentra N16 (Филиппины)

## QG15DE
Объём двигателя QG15DE составляет 1,5 л (1497 см3), диаметр цилиндра — 73,6 мм, а ход поршня — 88 мм. Мощность составляет 67—78 кВт (90—105 л. с.) при 5600—6000 об/мин, а крутящий момент — 128—143 Н⋅м при 2800—4400 об/мин.

### Устанавливался на
- Nissan Sunny
- Samsung SM3
- Nissan Tiida
- Nissan Wingroad Y11

## QG16DE
Объём двигателя QG16DE составляет 1,6 л (1597 см3), мощность — 88 кВт (118 л. с.) при 6000 об/мин, а крутящий момент — 165 Н⋅м при 4000 об/мин. Диаметр цилиндра и ход поршня 76 мм × 88 мм.

### Устанавливался на
- Nissan Sunny
- Nissan Primera
- Nissan Sentra
- Renault Scala
- Nissan Almera[13]

## QG18DD
1,8-литровый двигатель QG18DD выдаёт мощность 97 кВт (130 л. с.) при 6000 об/мин и крутящий момент 174 Н⋅м при 2800 об/мин.

### Устанавливался на
- 1999—2004 Nissan Sunny

## QG18DE
Объём двигателя QG18DE составляет 1,8 л (1769 см3), мощность варьируется от 86 до 95 кВт (115—128 л. с.) при 6000 об/мин, а крутящий момент — от 165 до 176 Н⋅м при 2800 об/мин.

### Устанавливался на
- 2000—2006 Nissan Sentra B15/N16
- 2000—2005 Nissan Pulsar N16
- 1999—2002 Nissan Primera P11.144
- 2002—2007 Nissan Primera P12
- 2000—2006 Nissan Almera N16
- 2000—2006 Nissan Almera Tino
- 1999—2006 Nissan Primera
- 2000—2006 Nissan Expert
- 1998—2006 Nissan Avenir
- 1999—2005 Nissan Wingroad/AD Y11
- 1999—2005 Nissan Bluebird Sylphy G10
- 1998—2004 Nissan Sunny B15